# Troudnatec kopytovitý
Troudnatec kopytovitý (Fomes fomentarius (L.) Fr. 1849; fomentarius znamená "troudnatý") je víceletá nejedlá dřevokazná houba z čeledi chorošovitých.
Aktuální taxonomické zařazení dle Ainsw. & Bisby’s Dict. of the Fungi, 9. vyd., 2001, CABI Basidiomycota / Basidiomycetes / Agaricomycetidae / Polyporales / Fomitopsidaceae / Fomitopsis.

## Popis
Plodnice má kopytovitý tvar. Běžně dosahuje až 10–30 cm šířky a 7–15 cm výšky. Víceletá plodnice dosahuje až 50 cm šířky a 25 cm výšky. Povrch je pokrytý tvrdou, 1–3 mm silnou, matnou kůrou, která se barví dle stáří. Mladá kůra je většinou červenohnědá (barvu způsobuje pigment purpurogallin), pak oříškově hnědá, ozdobená tmavšími, zvlněnými pásy. Přes zimu dostane kůra jednotnou šedou barvu a taková už zůstane, jen přirůstající vrstva je oříškově hnědá. Staré houby jsou šedé až tmavošedé, s nepravidelnými soustřednými pásy a rýhami. Spodní strana je zploštělá, šedě až šedohnědě ojíněná, při otlačení tmavne.

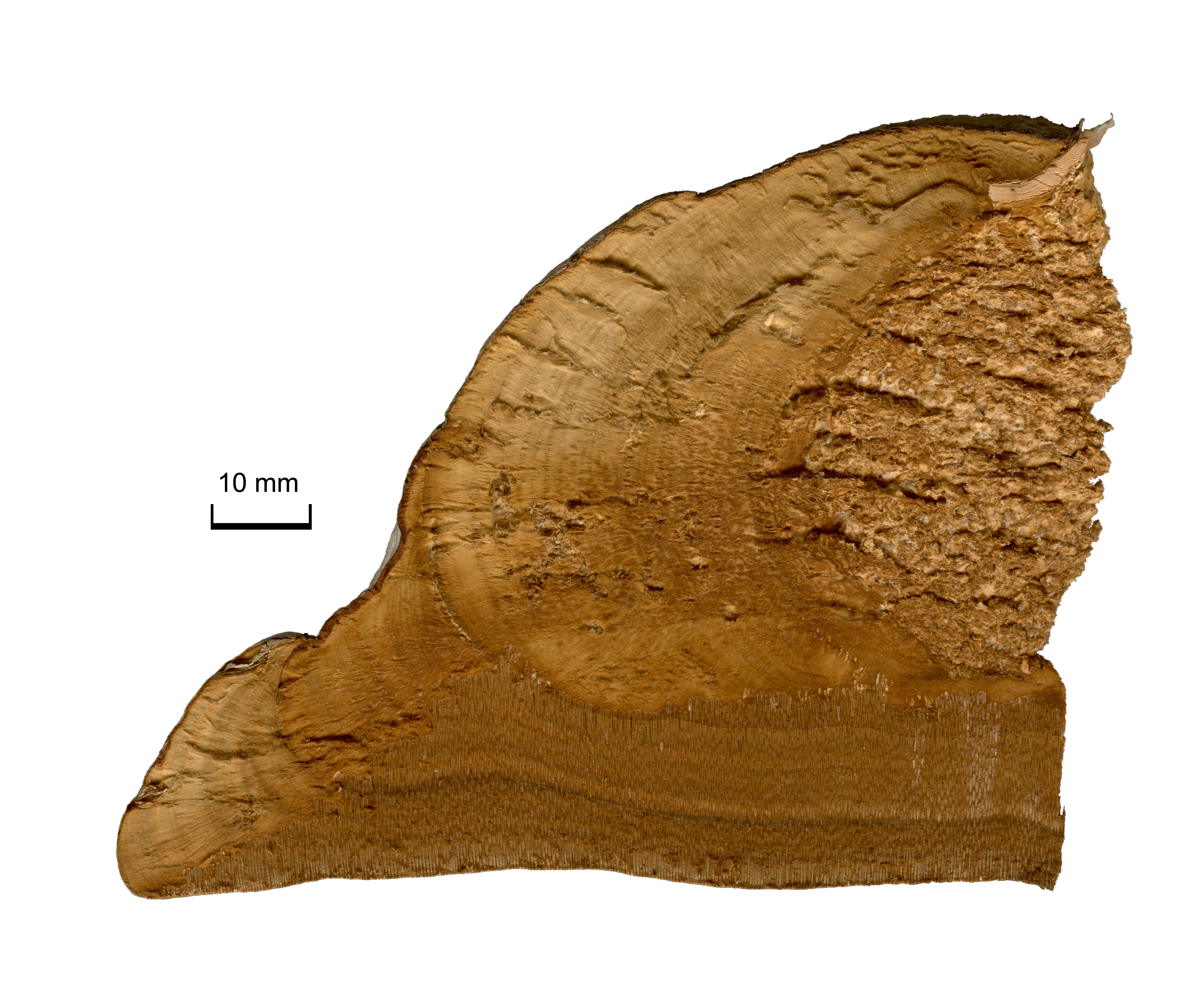
Řez plodnicí houby troudnatec kopytovitý

Na spodní straně jsou jemná, okrouhlá ústí rourek, po 2–4 rourkách na 1 mm. Největší část houby tvoří vrstevnaté, rezavě hnědé rourky 3–10 mm tloušťky. Tyto vrstvy podobně jako kruhovité brázdy na kůře odpovídají růstovým periodám, které se mohou během roku několikrát opakovat. Nad rourkami leží hlízovité, hnědobíle mramorované, drobkovitě lámavé jádro, výrazně oddělené od žlutohnědé, tuhé, vláknité vrstvy o tloušťce 2–5 cm, z níž se dříve získával ceněný troud do zápalných hubek.
Plodnice přežívá až třicet let. Nejsilnější období růstu je mezi začátkem léta a podzimem. Roční přírůstek pozorujeme naspodu houby, což znamená, že nejnižší vrstva je nejmladší.
Spóry jsou produkovány hlavně v jarních měsících, v menší míře i na podzim. Výtrusy se uvolňují při poměrně nízkých teplotách. Viditelný výtrusný prach je bílý. Výtrusy jsou kolem 5 µm velké a jsou oválné, hladké. U houby troudnatec kopytovitý najdeme 3 druhy hyf, což je trimitická hyfová soustava. Plodnice troudnatce kopytovitého má výrazný pozitivní geotropismus – pokud strom s plodnicí spadne, pak se nová plodnice, často vyrůstající z plodnice staré, působením gravitace zorientuje výtrusnicemi dolů. Plodnice v období růstu vylučují z hymenoforu průhledné kapky, což je označováno jako gutace.

## Fyziologie
V průběhu roku se mění složení atmosféry uvnitř kmenů stromů a dosahuje hodnot v maximálním případě až 60 % CO2. Tato koncentrace CO2 má zvlášť v letním období významný vliv na rozšiřování a růst mycelií hub. Optimální koncentrace CO2 je pro většinu dřevokazných hub 10 %, některá mycélia však snášejí koncentrace CO2 i vyšší. Například mycélia Fomes fomentarius snášejí až 30% koncentrace CO2.

## Výskyt
Plodnice je bokem přirostlá ke kmeni nebo větvi buku v horských lesích, kde je nejhojnější. Roste však i v nížině, a to např. na břízách, topolech, javorech, dubech, lípách, ořešáku vlašském a habru.

## Rozšíření

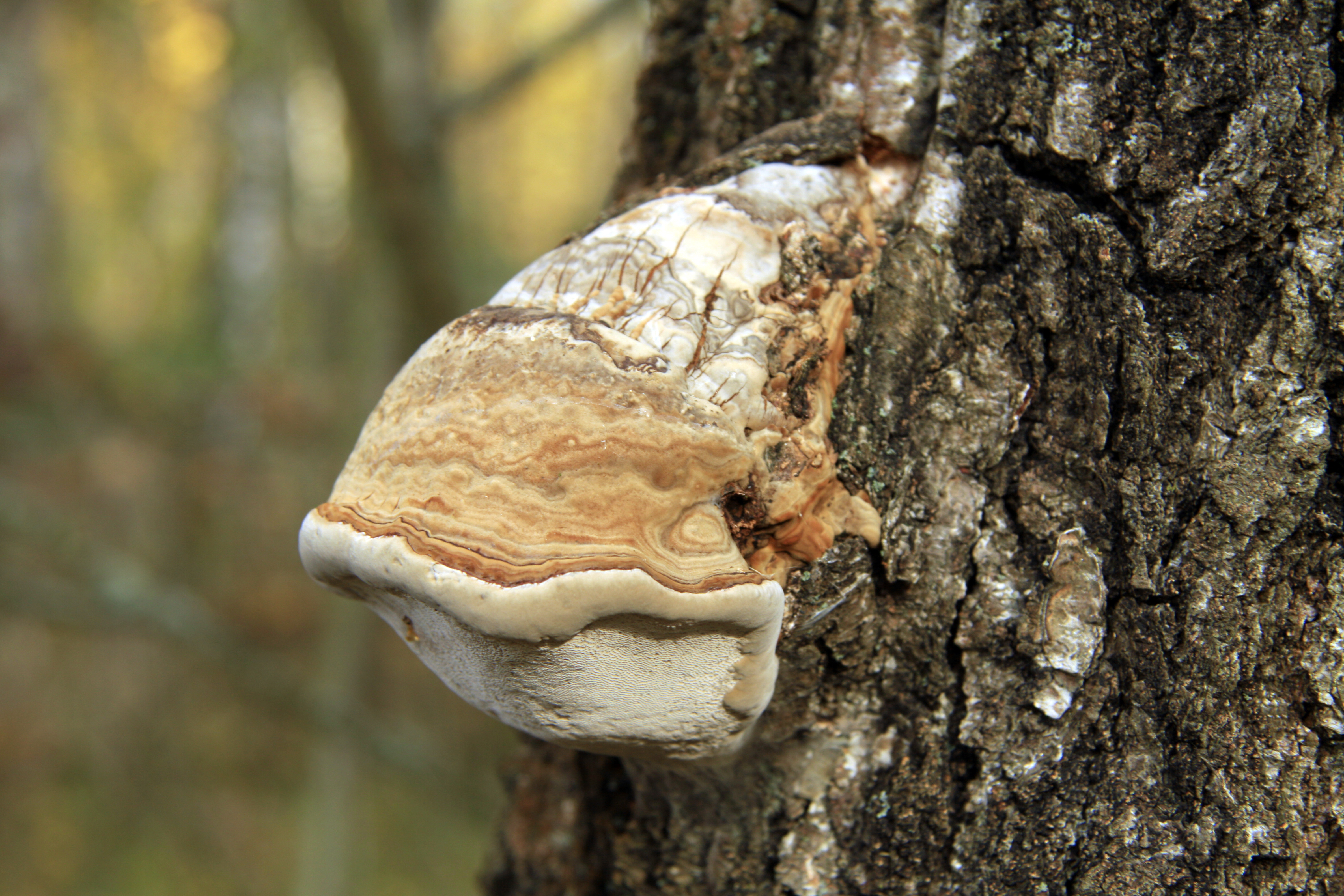
Troudnatec kopytovitý na území národní přírodní rezervace Řežabinec a Řežabinecké tůně

Fomes fomentarius je všeobecně rozšířen od polárního kruhu až po Středomoří, přičemž ve střední Evropě se vyskytuje hlavně na bucích, kdežto ve Skandinávii a na vřesovištích a rašeliništích střední Evropy je jeho nejoblíbenějším stromem bříza, na jihu pak topol. Nálezy na jehličnanech jsou vzácné.

## Význam
Troudnatec kopytovitý patří k nekrotrofně parazitickým i saprofytickým houbám. Saprofytická (hniložijná) houba je taková houba, jež získává energii degradací mrtvé organické hmoty rostlinného původu. Protože organickou hmotu dále rozkládá, je nazývána destruentem (rozkladačem). Tato houba má enzymy nutné k štěpení celulózy (celulázy) a ligninu (polyfenoloxidázy). K rozkladu dochází nejčastěji působením extracelulárních enzymů. Škodí na živých dřevinách, ale roste i na jejich odumřelých částech včetně pařezů.
Mycelium troudnatce kopytovitého proniká do dřeva stromů přes různá poranění na kmenech, vedle mechanických (polámané větve) rovněž mrazové trhliny, korní spály apod., což způsobuje hnilobu v hostiteli. V prasklinách se tvoří bílé syrrocium (podhoubí). Bílá hniloba rychle proniká a narušuje pevnost kmenů. Infekce je provázena vznikem mechanických trhlin na kmeni, které signalizují riziko statického selhání.
Troudnatec kopytovitý byl člověku prospěšný z několika důvodů. Už pravěcí lovci houbu užívali k zastavení krvácení. Plodnice troudnatce kopytovitého obsahují kyselinu listovou ze skupiny vitaminů B, jež je nutná pro tvorbu červených krvinek a rovněž ergosterol – provitamin B. Jejich schopnost zastavit krvácení se dlouho přisuzovala tříslovinám, které mají stahující účinky, později se však zjistilo, že obsahují anti-B aglutinin, látku, která shlukuje krevní tělíska v krevní skupině B. V lidovém léčitelství se používal k jednoduché dezinfekci ran.
Vysušené a vyklepané staré plodnice dávaly tzv. troud, který sloužil kdysi člověku k uchovávání a přenášení ohně; to bylo důležité v dobách, kdy člověk získával oheň jen s obtížemi. Později se troud používal při střelbě z mušket. Lidé přišli i na to, že se velké plodnice tohoto choroše dají po macerování v louhu vyklepat v tenké plsťovité pláty. Ty se pak sešívaly a dělaly se z nich vesty, rukávníky nebo čepice.

## Ekologie
Na plodnice Fomes fomentarius je potravně v podmínkách střední Evropy úzce vázán mycetofágní hmyz – druh Scardia boletella (Fabr.) (= polypori Esp.). Tento druh mola se vyskytuje v původních pralesovitých bučinách, kde se vyvíjí ve velkých plodnicích choroše Fomes fomentarius, případně v infikovaném rozkládajícím se bukovém dřevě v okolí napadených plodnic. U tohoto druhu je již vzhledem k jeho velikosti z prostých prostorových důvodů vyloučeno, aby se vyvíjel v subtilnějších plodnicích většiny jiných druhů chorošovitých hub. Jedná se totiž o největšího evropského zástupce molovitých a současně jednoho z největších druhů tzv. drobných motýlů (Microlepidoptera) v Evropě vůbec, jenž může dosahovat v rozpětí křídel u samiček až 60 mm.